# Rhabdatomis peruviana
Rhabdatomis peruviana är en fjärilsart som beskrevs av William Schaus 1894. Rhabdatomis peruviana ingår i släktet Rhabdatomis och familjen björnspinnare. Inga underarter finns listade.